# Metallochlora aurigera
Metallochlora aurigera är en fjärilsart som beskrevs av Arnold Pagenstecher 1900. Metallochlora aurigera ingår i släktet Metallochlora och familjen mätare. Inga underarter finns listade i Catalogue of Life.